# Crypteria discalis
Crypteria discalis là một loài ruồi trong họ Limoniidae. Chúng phân bố ở miền Cổ bắc.